# Mary Brunner
Maria Theresa „Mary“ Brunner (* 17. Dezember 1943 in Eau Claire, Wisconsin) ist ein ehemaliges Mitglied der von Charles Manson angeführten Manson Family, die weltweit für Schlagzeilen sorgte, nachdem einige ihrer Mitglieder im Sommer 1969 die Tate-LaBianca-Morde begangen hatten.

## Leben
Mary Brunner erwarb Anfang der 60er Jahre einen Bachelor-Abschluss in Geschichte an der University of Wisconsin und trat 1965 eine Stelle als Bibliothekarin an der UC Berkeley an. Hier traf sie 1967 den gerade auf Bewährung entlassenen Charles Manson. Brunner verliebte sich in Manson und schon bald zog er bei ihr ein. Das Leben Brunners änderte sich drastisch, als Manson ein Teil davon wurde.
Sie begann halluzinogene Drogen zu nehmen und ließ sich von Manson auch davon überzeugen, dass seine polygame Sexualität auch ihren Partnerschaftswunschvorstellungen entsprach.
Ihre gesicherte Festanstellung gab sie noch im Sommer 1967 auf und reiste fortan mit Manson in einem VW-Bus quer durch Kalifornien. Sie war maßgeblich daran beteiligt, junge Menschen – zumeist rothaarige, junge Frauen – anzuwerben. Schon bald wurde der VW-Bus zu klein für die schnellwachsende Family, so wurde ein schwarz angemalter Schulbus angeschafft. Brunner legte sich wie die meisten Family-Mitglieder eine Reihe von Aliasnamen und Spitznamen zu, darunter „Marioche“, „Och“, „Mother Mary“, „Mary Manson“, „Linda Dee Manson“ und „Marie Christine Euchts“.
Im Alter von 24 Jahren, am 1. April 1968, gebar Mary Brunner den dritten Sohn Mansons: Valentine Michael Manson. Ihr erstes Kind wurde nach einer Figur in Robert Heinleins Buch Stranger in a Strange Land benannt, dieses war das Lieblingsbuch Mansons, der nur äußerst langsam lesen und kaum schreiben konnte.

## Krimineller Werdegang
Zum ersten Mal mit dem Gesetz in Konflikt geriet Mary Brunner am 21. April 1968. Sie wurde wegen unsittlichen Stillens eines Kindes in der Öffentlichkeit verhaftet. Diesem Vorfall widmete der Los Angeles Herald Eximer sogar einen Artikel auf Seite 2 mit dem Titel Nackte Hippies im Wald.
Ihre zweite Verhaftung fand im Juni 1968 statt. Brunner war mit einigen Family-Mitgliedern, darunter Susan Atkins und Patricia Krenwinkel, nach Mendocino gefahren, um nach einem Quartier zu suchen. Schnell erhielten die zumeist rothaarigen Mädchen und jungen Frauen den Spitznamen „Die Hexen von Mendocino“. Am 21. Juni verabreichten sie einem siebzehnjährigen Jungen zu hoch dosiertes LSD, woraufhin dessen Mutter Anzeige erstattete. Am 6. September 1968 wurde Brunner deswegen zu 60 Tagen Haft, mit Anrechnung der Untersuchungshaft verurteilt, ohne Bewährung.
Ende Juli 1969 war Brunner zugegen, als der Musiker und Family-Bekannte Gary Hinman von Bobby Beausoleil erstochen wurde. Sowohl Beausoleil als auch Brunner hatten zuvor einige Zeit bei Hinman gewohnt. Vor seiner Ermordung war Hinman zwei Tage lang gefoltert worden; ob sich Brunner daran beteiligt hat, ist nicht belegt. Bewiesenermaßen an diesen Folterungen beteiligt gewesen sind Manson und Atkins. Später wurde Brunner für ihre Beteiligung an diesem Mord verhaftet, sie bot sich aber als Kronzeugin (gegen Beausoleil und Atkins) an und wurde daher für ihre Beteiligung an diesem Verbrechen nicht belangt. Im Rahmen ihrer Aussagen belastete sie zudem Bruce Davis, der in Begleitung von Manson zumindest zwischenzeitlich im Hinman-Haus anwesend gewesen war.
Am 8. August 1969 wurde sie zusammen mit Sandy Good bei einem Kreditkartenbetrug erwischt und in Haft genommen. Bei ihr wurden gleich mehrere gestohlene Kreditkarten gefunden. Obwohl die Kaution nicht hoch gewesen sein soll (500 $), blieb die noch stillende Mutter über Wochen in Haft. Mary Brunner kam erst Ende September auf Bewährung frei. Die Kaution wurde niemals gezahlt. Eine Tatbeteiligung Brunners an den Tate-La Bianca-Morden schied somit aus.
Als Manson im Oktober 1969 selbst verhaftet und kurz darauf wegen seiner Beteiligung an den Tate-LaBianca Morden angeklagt wurde, verhielt Brunner sich ihm gegenüber loyal. Sie protestierte mit anderen treuen Anhängerinnen regelmäßig vor Gericht und nutzte erfolgreich den Prozessrummel dazu, eine Manson-Schallplatte (LIE) veröffentlicht zu bekommen.
Am 21. August 1971, kurz nachdem Manson, Krenwinkel, Atkins und Leslie Van Houten wegen der Morde zum Tode verurteilt worden waren, beteiligte sich Brunner an einem Raubüberfall im Western Surplus Store, einem Waffengeschäft. Gemeinsam mit dem Family-Mitglied Catherine Share und drei männlichen Mitgliedern der Aryan Brotherhood stürmte sie bewaffnet in das Geschäft und bedrohte Angestellte und Kunden. Sie entwendeten insgesamt 143 Gewehre, die sie in den weißen Lieferwagen luden, mit dem sie zum Tatort gefahren waren.
Anschließend kam es unter den Räubern zu einer längeren Diskussion darüber, ob die auf dem Boden liegenden Angestellten und Kunden erschossen werden sollten oder am Leben bleiben durften. Diese Diskussion wurde erst durch das Eintreffen mehrerer Polizeiwagen beendet. Die Räuber eröffneten sofort das Feuer. Sowohl Brunner als auch Share wurden kampfunfähig geschossen.
Die sich an die Verhaftung anschließenden Verhöre ergaben, dass dem Waffenraub ein Terroranschlag folgen sollte. Geplant war die Entführung einer Boeing 747, inklusive eines im stündlichen Rhythmus erfolgenden Geiselerschießungsmarathons. Dieser Terror sollte solange durchgeführt werden, bis Manson freigelassen würde.
Mary Brunner verbüßte anschließend für diesen Raubüberfall eine über sechsjährige Haftstrafe.

## Resozialisierung
Nach ihrer Entlassung aus dem Gefängnis im Jahr 1977 distanzierte sich Mary Brunner von Manson und der Family und erhielt auch wieder das Sorgerecht für ihren Sohn Michael zurück. Sie änderte ihren Namen und lebt zurzeit im Mittleren Westen der Vereinigten Staaten. Sie ist kriminell nicht wieder in Erscheinung getreten.

## Weblink
- Mary Brunner auf charlesmanson.com (englisch)